# 西藏农牧大学
西藏农牧大学，简称西藏农大，是中华人民共和国的一所全日制本科公办省属普通高等学校，位于西藏自治区林芝市巴宜区八一镇。

## 历史沿革
1972年，西藏民族学院林芝分院成立。1978年，改组为西藏农牧学院。2001年9月，与原西藏大学合并为新的西藏大学，并改组为西藏大学农牧学院。2016年6月，脱离西藏大学，恢复为西藏农牧学院。

## 院系设置
学校现有8个一级学科硕士学位授权点，5个专业硕士学位授权点。有本科专业36个、专科专业21个，广泛涉及农、牧、林、水、电、生态、环境、食品、工程等领域。

### 教学院部
- 教学院部
- 植物科学学院
- 动物科学学院
- 资源与环境学院
- 水利土木工程学院
- 食品科学学院
- 电气工程学院
- 公共教学部
- 成人教育部
- 高原生态研究所[5]

### 一级学科硕士学位授权点
- 作物学
- 林学
- 兽医学
- 水利工程
- 食品科学与工程
- 植物保护
- 农林经济管理
- 草学[2]

### 专业硕士学位授权点
- 农业
- 兽医
- 风景园林
- 能源动力
- 土木水利[2]